# Amravati
Amravati là một thành phố và là nơi đặt hội đồng thành phố (municipal corporation) của quận Amravati thuộc bang Maharashtra, Ấn Độ.

## Địa lý
Amravati có vị trí 20°56′B 77°45′Đ / 20,93°B 77,75°Đ Nó có độ cao trung bình là 343 mét (1125 feet).

## Nhân khẩu
Theo điều tra dân số năm 2001 của Ấn Độ, Amravati có dân số 549.370 người. Phái nam chiếm 52% tổng số dân và phái nữ chiếm 48%. Amravati có tỷ lệ 79% biết đọc biết viết, cao hơn tỷ lệ trung bình toàn quốc là 59,5%: tỷ lệ cho phái nam là 83%, và tỷ lệ cho phái nữ là 76%. Tại Amravati, 12% dân số nhỏ hơn 6 tuổi.